# Martín Caparrós
Martín Caparrós (ur. 29 maja 1957 w Buenos Aires) – argentyński pisarz i dziennikarz.

## Życiorys
Dziennikarzem został w wieku szesnastu lat, kiedy to – w 1973 roku – zaczął pracować w „Noticias”. W 1976 wyemigrował z Argentyny, do ojczyzny wrócił po upadku wojskowej dyktatury w 1983. W międzyczasie mieszkał we Francji oraz Hiszpanii, studiował historię w Paryżu. Publikował w szeregu argentyńskich czasopism.
Debiutancką powieść opublikował w 1984 roku. Poza powieściami pisze także książki z gatunku non-fiction, teksty eseistyczne oraz tłumaczenia. Przekładał Woltera i Shakespeare'a. W Polsce ukazała się m.in. powieść Tajemnica markiza de Valfierno. Jej akcja nawiązuje do kradzieży Mona Lisy z Luwru w 1911 roku, za którą rzekomo stał tajemniczy argentyński arystokrata.

## Twórczość

### Powieści
- Ansay o los infortunios de la gloria (1984)
- No velas a tus muertos (1986)
- El tercer cuerpo (1990)
- La noche anterior (1990)
- La Historia (1999)
- Un día en la vida de Dios (2001)
- Tajemnica markiza de Valfierno, ISBN 978-83-247-0236-7 (2008; oryg. Valfierno 2004)[5]
- A quien corresponda (2008)
- Dziadkowie, ISBN 978-83-08-07486-2 (2022; oryg. Abuelos 2022)[5][6]

### Literatura faktu
- Głód, ISBN 978-83-08-06100-8 (2016; oryg. El hambre 2014)[5]
- Księżyc od nowiu do nowiu. Dziennik hiperpodróży, ISBN 978-83-08-06476-4 (2018; oryg. Una luna. Diaro de hiperviaje 2009)[5]
- Ñameryka ISBN 978-83-08-08067-2 (2023; oryg. Ñamérica 2021[7])